# Metalhead (Black Mirror)
«Metalhead» —en español: «Cabeza de metal»— es el quinto episodio de la cuarta temporada de la serie de antología Black Mirror. Fue escrito por Charlie Brooker y dirigido por David Slade. El episodio se emitió por primera vez en Netflix, junto con el resto de los episodios, el 29 de diciembre de 2017.
Es el primer episodio de Black Mirror filmado completamente en blanco y negro. El episodio sigue la difícil situación de Bella (Maxine Peake) tratando de huir de «perros» robóticos después del colapso inexplicable de la sociedad humana.
El episodio recibió críticas positivas. Los críticos coincidieron abrumadoramente en que «Metalhead» era diferente a cualquier otro episodio de Black Mirror debido a lo reducido y libre de trucos que era. La actuación de Peake fue elogiada, al igual que la decisión de Brooker de filmarla en blanco y negro. Sin embargo, algunos críticos encontraron que el minimalismo y la falta de historia de fondo eran decepcionantes. Los «perros» robóticos fueron influenciados por los perros robóticos de Boston Dynamics.

## Argumento
El episodio es una historia postapocalíptica filmada completamente en blanco y negro. Bella (Maxine Peake), Tony (Clint Dyer) y Clarke (Jake Davies) están en una misión para cumplir una promesa que le hicieron a la hermana de Bella. Mientras Clarke intenta secuestrar una camioneta, Bella y Tony irrumpen en un almacén para encontrar un objeto que supuestamente aliviará el dolor de un humano moribundo llamado Jack. Encuentran la caja que están buscando, pero detrás hay un perro guardián robótico que protege la fábrica, conocido como «perro». El perro emite un pequeño proyectil que explota en el aire y arroja a Bella y Tony metralla que contiene rastreadores electrónicos con púas que se incrustan en la piel. El perro desciende del estante y le dispara a Tony, matándolo instantáneamente; Bella huye, dejando atrás la caja. El perro la sigue mientras ella se escapa en su automóvil, con Clarke en la furgoneta siguiéndola. El perro los persigue y se las arregla para alcanzar a la camioneta, matando a Clarke y luego usar el vehículo para atacar a Bella, quien corre su auto fuera de la carretera a través de un bosque y luego se detiene abruptamente cuando llega al borde de un acantilado. El perro logra rastrearla y se sube al auto, pero ella salta y el auto se cae del acantilado.
Bella usa un cuchillo para extraer el rastreador que perforó su piel incrustado en su pierna y lo arroja a un río cercano. Ella usa su walkie-talkie, pero no puede oír audiblemente a la persona del otro lado; ella les da un mensaje para pasar a sus seres queridos, diciendo que tal vez no regrese. Bella ve al perro, que la persigue, por lo que se topa con un bosque y trepa a un árbol cercano. Debido a que el brazo del perro resultó herido cuando escapó de los restos del automóvil, no puede escalar el árbol, por lo que decide quedarse esperando en reposo al pie del mismo. Ella lo despoja de energía arrojándole dulces repetidamente, haciendo que el perro se encienda y se apague de nuevo. Cuando ya no responde a los dulces, baja por el árbol y corre. Se encuentra con un vehículo fuera de una puerta cerrada, pero al abrir un buzón en la puerta, puede usar un cable largo para agarrar un llavero que le permite entrar. Mientras tanto, el perro se está recargando con la luz solar del amanecer.
Bella se encuentra en una casa grande, con dos cadáveres podridos en la habitación de arriba. Busca en su ropa para recuperar un arma y las llaves del auto. El perro se ha recargado y usa una antena para desbloquear la puerta. Cuando entra a la habitación donde ella se esconde, la mujer salta y arroja pintura sobre su sensor visual, y luego tira la lata a la esquina de la habitación. Al oír que la pintura choca contra la pared, el perro se precipita sobre ella y ataca la pared, mientras que Bella huye y enciende el auto, mientras se escucha de fondo «Golden Brown» de The Stranglers. El perro sigue el ruido y se sube al interior del automóvil, atacando y deshabilitando las bocinas del automóvil. Bella le dispara en la cabeza; y luego le dispara de nuevo, y el perro cae al suelo en su mayoría destruido, inmóvil. Sin embargo, con su último recurso restante, lanza otro proyectil con metralla, golpeando a Bella. Ella va al baño con un cuchillo y ve en el espejo que cada pieza de la metralla contiene un rastreador. Brevemente considera tratar de eliminar los nuevos rastreadores hasta que nota que uno se ha incrustado en su yugular. Vuelve a hablar por su walkie-talkie para decir que no volverá, aunque no sabe si alguien puede oírla. Mientras se pone el cuchillo en la garganta, la cámara recorre el paisaje, donde se ven más perros acercándose a su ubicación, y se nos muestra a muchos otros que investigan los lugares por los que Bella pasó en su viaje.
De vuelta en el almacén, la caja de cartón, que comenzó la desventura, se muestra parcialmente destruida en el piso. La caja contenía ositos de peluche.

## Reparto
- Maxine Peake como Bella
- Jake Davies como Clarke
- Clint Dyer como Anthony

## Producción

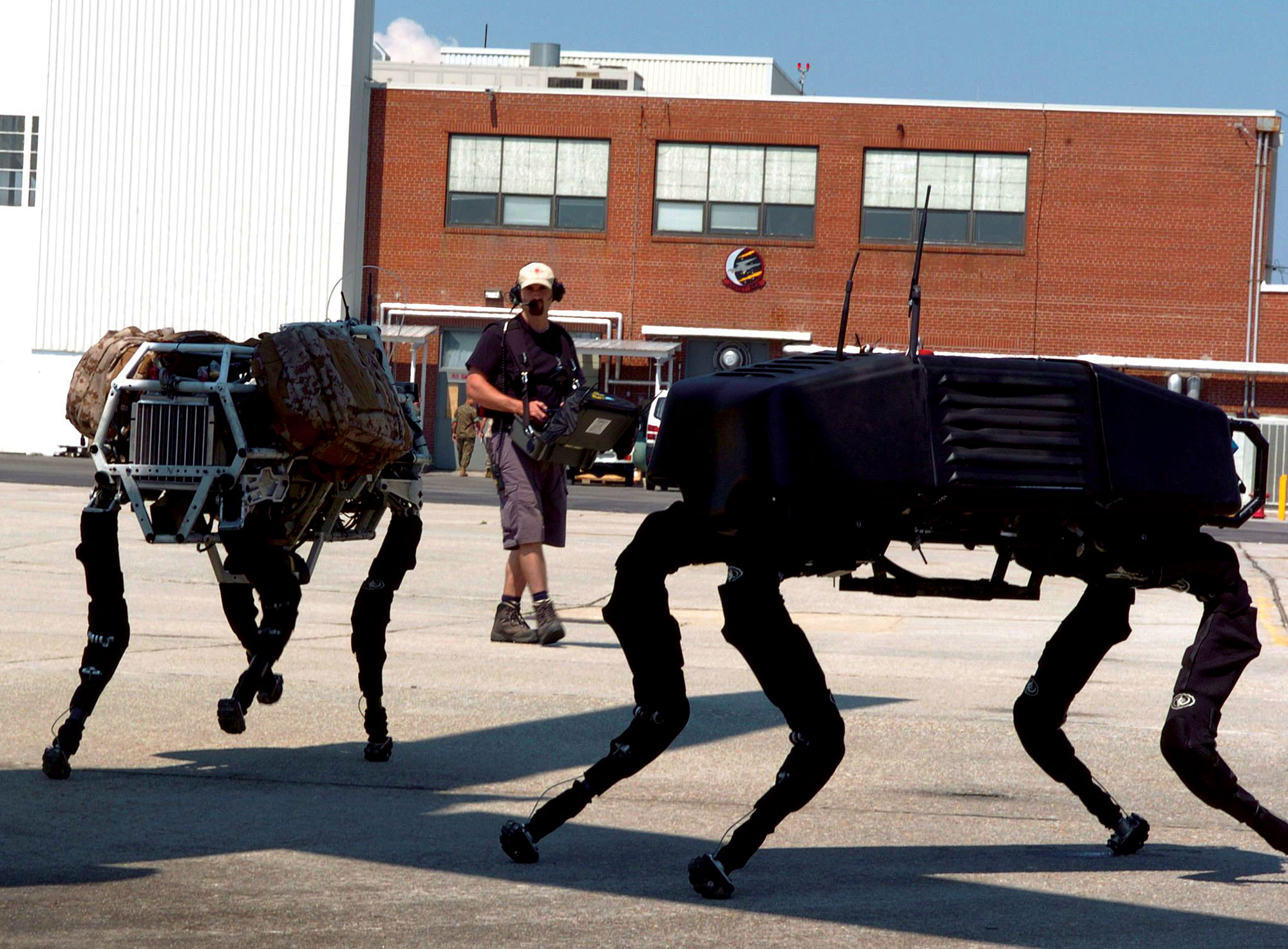
El episodio fue inspirado por productos de robótica como BigDog de Boston Dynamics.

Mientras que la temporada uno y dos de Black Mirror se exhibieron en Channel 4 en el Reino Unido, en septiembre de 2015 Netflix encargó la serie para 12 episodios, y en marzo de 2016 superó a Channel 4 por los derechos de distribución de la tercera temporada, con un oferta de 40 millones de dólares. La orden de 12 episodios se dividió en dos temporadas de seis episodios cada una.
Este es el episodio más corto de Black Mirror, con una duración de 41 minutos; fue filmado en blanco y negro, una decisión tomada por el director David Slade para recordar viejas películas de terror y hacer coincidir la «naturaleza opresiva» del episodio. Slade sintió que la historia presentaba un mundo carente de esperanza y filmaba «un mundo drenado de color que se sentía bien». A Brooker se le ocurrió la idea central del episodio viendo videos de productos robóticos de Boston Dynamics como BigDog. Descubrió que había algo «espeluznante» en la forma en que los productos, si los derribaban, se verían indefensos mientras trabajaban para recuperar su posición. Brooker originalmente quería que el episodio estuviera completamente libre de diálogo, similar a la película «All Is Lost». Mientras que el guion original de Brooker mostraba a un humano que operaba al perro desde su casa, la intención era que el episodio dijera «una historia muy simple», por lo que Brooker recortó la historia. La escena final, que muestra una caja llena de osos de peluche, fue pensada por Slade como el único elemento «suave y reconfortante» de la historia.
El episodio fue dirigido por David Slade, quien inicialmente recibió el guion en junio de 2016. Slade estuvo involucrado en el casting de Peake, y tenía una gran cantidad de autonomía durante el rodaje, lo que Slade llamó «realmente complicado». El rodaje tuvo lugar en Inglaterra, principalmente en Devon y en los alrededores de Londres. Con un diálogo mínimo en el episodio, Slade advierte que las escenas se dividen en muchas breves tomas, y las escenas que utilizan pantallas verdes son difíciles para el actor. Se usaron escaneos Lidar reales para crear las escenas que se muestran desde la perspectiva del perro.

### Marketing
En mayo de 2017, una publicación de Reddit anunció extraoficialmente los nombres y directores de los seis episodios de la temporada 4 de Black Mirror. El primer avance de la temporada fue lanzado por Netflix el 25 de agosto de 2017 y contenía los seis títulos de los episodios.
A partir del 24 de noviembre de 2017, Netflix publicó una serie de pósteres y avances para la cuarta temporada de la serie, conocida como los «13 días de Black Mirror». El 6 de diciembre, Netflix publicó un avance que presentaba una amalgama de escenas de la cuarta temporada, que anunciaba que la serie se lanzaría el 29 de diciembre.